# Jean-Luc Dehaene
Jean-Luc (Joseph Marie) Dehaene (født 7. august 1940 i Montpellier, Frankrig, død 15. maj 2014 i Quimper, Frankrig) var en belgisk (flamsk) kristendemokratisk politiker fra partiet Christen-Democratisch en Vlaams (CD&V). 
Han var premierminister i to perioder: 1992-1995 og 1995-1999. Han var også medlem af Europaparlamentet. 